# Ledsagekort
Et ledsagekort er en dokumentation for, at en person (uanset alder) med et handicap har behov for at følges med en ledsager (evt. i forbindelse med en ledsageordning). Kortet gør, at såvel indehaveren af ledsagekortet (som i transportsammenhæng skal være fyldt 13 år) og ledsageren kan rejse i offentlig trafik på en børnebillet. Man kan også få et rejsekort til personer med et handicap, der giver samme mulighed. Kortet er pr. 2024 gyldig til rejser med Nordjyllands Trafikselskab, Midttrafik, Sydtrafik, FynBus, Movia, BAT, Go Collective-tog, Abildskou linie 888, alle lokalbusser, DSB S-tog, DSB Øresund og Metroselskabet. Kortet kan også bruges til at få en ledsager gratis med på museer, teatre og andre kulturinstitutioner.